# Masaharu Morimoto
Masaharu Morimoto (森 本 正治, Morimoto Masaharu, (Hiroshima, 26 de mayo de 1955) es un chef japonés, más conocido como Iron Chef en el programa de cocina de televisión japonesa Iron Chef y su spin-off Iron Chef America. También es conocido por su estilo único de presentación de comida.

## Carrera profesional
Morimoto recibió formación práctica en sushi y cocina tradicional Kaiseki en Hiroshima, y abrió su propio restaurante en esa ciudad en 1980. Influenciado por los estilos de cocina occidental, decidió vender su restaurante en 1985 para viajar por Estados Unidos. Sus viajes influyeron aún más en su estilo de cocina de fusión. Se estableció en la ciudad de Nueva York y trabajó en algunos de los prestigiosos restaurantes de Manhattan, incluido el comedor para el personal ejecutivo de Sony Corporation y los visitantes VIP, el Sony Club, donde fue chef ejecutivo, y en el exclusivo restaurante japonés Nobu, donde estuvo jefe de cocina.

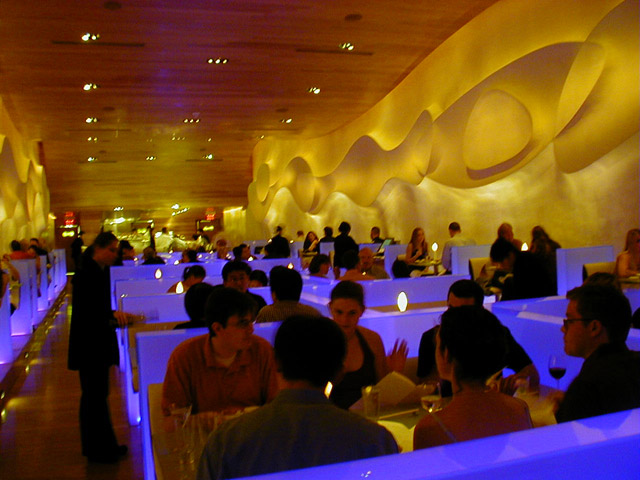
Interior del restaurante Morimoto en Filadelfia, 2003

Mientras estaba en Nobu, comenzó en el programa de televisión Iron Chef. Varios meses después de que terminara la carrera semanal de Iron Chef en 1999, dejó Nobu para colaborar con Starr Restaurants y abrir su propio restaurante Morimoto en Filadelfia en 2001. Su primera expansión fue un restaurante Morimoto en Chelsea en la ciudad de Nueva York. Desde el punto de vista arquitectónico, este restaurante de la ciudad de Nueva York tiene hormigón a la vista, un elemento característico del arquitecto Tadao Ando, quien diseñó el restaurante en colaboración con Goto Design Group y los ingenieros estructurales Leslie E. Robertson Associates. El Sr. Morimoto tiene restaurantes en Mumbai y Nueva Delhi llamados Wasabi y ha abierto varias ubicaciones de Morimoto en todo el mundo.
En julio de 2010, abrió una ubicación en Napa Valley de su restaurante insignia Morimoto, seguido en octubre de 2010 por una ubicación en Waikiki, Hawái, y una ubicación en Maui en octubre de 2013. Morimoto Waikiki cerró en diciembre de 2016. En 2018, el chef anunció dos nuevas empresas para el vecindario, sucursales de sus cadenas Morimoto Asia y Momosan.
En noviembre de 2012, Morimoto inauguró Tribeca Canvas en el barrio de Tribeca de Nueva York, con versiones de estilo asiático de la comida casera estadounidense. Después de una serie de malas críticas y negocios en decadencia, cerró el restaurante para una renovación en agosto de 2013, y ese octubre abrió el restaurante Bisutoro, con sus interpretaciones de la comida clásica de bistró, en el mismo espacio. Bisutoro corrió la misma suerte que su predecesor y cerró en enero de 2014.
Morimoto también es propietario de Morimoto XEX en Tokio, una versión de su concepto Morimoto con pisos separados de Teppanyaki y sushi. Morimoto XEX recibió una estrella Michelin en la Guía Michelin de Tokio 2008. Morimoto apareció como Iron Chef en Iron Chef America, un derivado de la serie original japonesa Iron Chef, y en sus derivados The Next Iron Chef y Iron Chef Gauntlet. El chef Morimoto también ha desarrollado una línea de cervezas especiales en colaboración con Rogue Ales de Newport, Oregon, que consta de Imperial Pilsner, Soba Ale y Black Obi Soba Ale.
En 2005, se asoció con los empresarios Paul Ardaji, un productor cinematográfico acreditado (ALI) protagonizado por Will Smith, y Paul Ardaji, Jr., a través de Ardaji Restaurant Ventures, LLC en una empresa de bistró asiático abortada que se llamaría PauliMotos Asian Bistro. La relación entre los Ardaji y el Iron Chef se rompió cuando los Ardaji no pudieron reunir los 20 millones de dólares de capital necesarios para abrir 11 ubicaciones en todo Estados Unidos.
En septiembre de 2015, Morimoto abrió el restaurante panasiático Morimoto Asia en Disney Springs en Walt Disney World en Florida.
En abril de 2016, Morimoto abrió el restaurante Momosan Ramen & Sake en Lexington Ave. en la ciudad de Nueva York.

## Iron chef
El récord oficial de victorias / derrotas / empates de Morimoto en Iron Chef es 16-7-1.
El traje de Morimoto en Iron Chef era plateado con adornos rojos y una imagen en la parte posterior de banderas japonesas y estadounidenses atadas en un haz. En Iron Chef America, se puso el atuendo azul estándar de Iron Chef con ribete blanco y un parche de la bandera japonesa en la manga (los otros Iron Chefs tienen banderas de sus respectivos países en las mangas). En su vida profesional, para distinguirse de su personaje en la pantalla, Morimoto usa anteojos (puramente estéticos).
A diferencia de su predecesor, Koumei Nakamura, la presentación de Morimoto como Iron Chef llegó con poca fanfarria, debutando la semana siguiente a la batalla de retiro de Nakamura contra Yukio Hattori. Morimoto fue elegido por su estilo de cocina, que parecía rayar en la cocina fusión, así como por su experiencia internacional.
Morimoto inicialmente se mostró reacio a aceptar el título de Iron Chef, pero aceptó por temor a que el programa contratara a otra persona. Originalmente, había planeado incorporar algunos de los platos que había preparado habitualmente en Nueva York para Iron Chef, pero descubrió que los rivales anteriores y los Iron Chefs ya habían preparado platos similares. Llegaría a ser conocido como el Chef de Hierro cuyos platos siempre parecían salir del campo izquierdo; un ejemplo famoso es su Bell Pepper Sushi en una batalla de sushi en 1999. Por lo general, tenía una botella de Coca-Cola para beber mientras cocinaba en el show; en una ocasión lo combinó con nattō para hacer un plato de postre.
Morimoto compitió en la primera batalla de sushi en Kitchen Stadium el 18 de junio de 1999, contra el retador Keiji Nakazawa. Había cinco ingredientes temáticos para la batalla: atún, huevos, Kohada (sábalo molleja japonés), Anago y Kanpyō. Ambos chefs tuvieron tiempo antes de la batalla para preparar adecuadamente el arroz de sushi (sushi-meshi). Morimoto derrotó a Nakazawa.
Morimoto también es memorable por ser el objetivo de Tadamichi Ohta, un vicepresidente de la Asociación Culinaria Japonesa y jefe de la notoria "Facción Ohta" de chefs japoneses, que se destacan por apuntar a todos los Iron Chefs japoneses comenzando por Michiba. La facción Ohta perdió tres batallas con el Chef Morimoto antes de finalmente ganar una cuando el retador Seiya Masahara derrotó a Morimoto en la batalla del rape. Sin embargo, la facción Ohta no estaba contenta con una sola victoria, y enviaron al retador Yusuke Yamashita, un especialista en sake, para luchar contra Morimoto. En ese momento, Morimoto había perdido dos batallas seguidas y ningún Iron Chef había perdido tres seguidas. El ingrediente temático de esa batalla fueron las huevas de bacalao y la batalla terminó en un empate. El ingrediente del tema de las horas extras fueron las cebolletas y Morimoto pudo derrotar a Yamashita en una decisión de 3-1.
En su primera batalla con Bobby Flay en Nueva York, lucha contra el cangrejo de roca, Morimoto declaró que Flay "no era un chef" porque Flay se puso de pie en su tabla de cortar después de terminar sus platos. Morimoto derrotó a Flay en la Batalla de Nueva York, cuyos resultados Flay impugnó creyendo que se le había "dado un espacio y equipo de cocina inferior" y porque se había cortado además de sufrir varias descargas eléctricas durante la batalla. Esto llevó a los dos chefs a competir una vez más en Japón durante las batallas del siglo XXI. Morimoto perdió ante Flay en la revancha con la langosta japonesa como ingrediente temático. [19] Sin embargo, Flay se convertiría en Iron Chef junto con Morimoto en el spin-off estadounidense Iron Chef America. Los dos se enfrentarían por tercera vez con Morimoto derrotando a Flay durante la Batalla de Hielo Navideña en noviembre de 2009. Una cuarta batalla entre los dos tendría lugar en un episodio que se emitió el 1 de enero de 2012, con Flay y Marcela Valladolid derrotando a Morimoto y su compañero de equipo Andrew Zimmern en una batalla de salmón silbato de mar por un estrecho margen de 51-50.

## Iron Chef America
Morimoto y Hiroyuki Sakai fueron los únicos dos Iron Chefs originales que aparecieron en Iron Chef America: Battle of the Masters. En esta serie especial de Food Network, perdió dos batallas con los chefs estadounidenses de hierro Mario Batali y Wolfgang Puck, pero ganó una batalla por equipos junto con su compañero Bobby Flay contra Batali y Sakai.
Cuando Iron Chef America fue aprobada como una serie regular, se mudó de Los Ángeles a Nueva York. Cuando Puck no estaba disponible, Morimoto subió a bordo para reemplazarlo. Su voz suele ser doblada por la locutora estadounidense Joe Cipriano durante la fase de juicio del programa; durante la batalla, su uso del inglés no se dobla, pero las conversaciones con sus ayudantes de cocina en japonés están subtituladas. En 2007, el tercer año de Morimoto en Iron Chef America, publicó su primer libro de cocina, Morimoto: The Art of New Japanese Cooking.
En diciembre de 2012, el récord de victorias / derrotas / empates de Morimoto en Iron Chef America es 25–14–1, y su récord combinado total para ambas series Iron Chef es 41–21–2.
Morimoto abrió un restaurante en Boca Raton Resort & Club a finales de 2008. Ha pasado tiempo allí asegurando un lanzamiento exitoso del restaurante.
En The Next Iron Chef, Iron Chef Morimoto ha hecho varias apariciones como juez invitado.

## Otras apariciones en televisión
En 1999, Masaharu Morimoto y Rokusaburo Michiba fueron a Indonesia, aparece en Resep Oke Rudy, transmitido por RCTI y patrocinado por Tabloide Wanita Indonesia.
En la temporada 2010 de Hell's Kitchen USA, Iron Chef Morimoto hizo una aparición en el programa enseñando a los concursantes cómo hacer sushi. Luego, los concursantes tuvieron que replicar su plato.
En la temporada 8 de Top Chef, Iron Chef Morimoto fue el juez invitado. Cada finalista tuvo que hacer una "Última Cena" para uno de los jueces. La finalista Antonia Lofaso preparó una comida tradicional japonesa para Morimoto, que consistía en sopa de miso y un bento de sashimi.
En 2016 participó como invitado en la 6a edición de Masterchef Italia. Su tarea consistía en evaluar los contendientes en la preparación de una selección de platos japoneses.
Morimoto ha hecho apariciones especiales como él mismo en la serie de televisión de CBS Hawaii Five-0, que se filmó en locaciones en Hawaii. Hizo su primera aparición en el episodio de la temporada 1 "Ma Ke Kahakai".
En la temporada 10 de MasterChef, Iron Chef Morimoto fue el juez invitado de la batalla del Rey de los Cangrejos.
Morimoto hizo una aparición especial en el especial de suscriptores de 4 millones de atracones con Babish, en el que preparó fugu para el "sándwich de muerte" de Andrew Rea.